# Donacosa merlini
Genre
Espèce
Donacosa merlini, unique représentant du genre Donacosa, est une espèce d'araignées aranéomorphes de la famille des Lycosidae.

## Distribution
Cette espèce est endémique d'Andalousie en Espagne,. Elle se rencontre dans la Doñana.

## Publication originale
- Alderweireldt & Jocqué, 1991 : A remarkable new genus of wolf spiders from southwestern Spain (Araneae, Lycosidae). Bulletin de l'Institut Royal des Sciences Naturelles de Belgique, Entomologie, vol. 61, p. 103-111.